# Daequan Cook
Daequan Cook (* 28. April 1987 in Dayton, Ohio) ist ein US-amerikanischer Basketballspieler. Nach einem kurzen Studium in seinem Heimatland spielte Cook zunächst sechs Jahre für verschiedene Klubs in der am höchsten dotierten Profiliga NBA. Er lief zuletzt in der NBA für die Chicago Bulls als Shooting Guard auf. Nach 2013 setzte Cook seine Karriere in Europa fort. Nach kurzem Aufenthalt in der Ukraine beim Meister BK Budiwelnyk wechselte er in die Basketball-Bundesliga 2013/14 zum deutschen Erstligisten Walter Tigers Tübingen, mit denen er den Klassenerhalt erreichte. Gleiches gelang ihm eine Saison später mit dem französischen Erstliga-Neuling SPO Rouen Baskets. In der Saison 2015/16 spielt Cook für den portugiesischen Meister Benfica SL in Lissabon.

## High School
Daequan Cook besuchte die Dunbar High School in Dayton. Er führte seine High School bereits als Junior ins Ohio Class B-Halbfinale, wo die Mannschaft aber gegen den späteren Champion, die Upper Sandusky High School, verloren. Als Senior erreichte Cook dann sehr gute Statistiken von 24,5 Punkten, 6,0 Rebounds und 5,0 Assists pro Spiel und gewann mit der Dunbar High School den Class B-Staats-Titel von Ohio. Daraufhin wurde er 2006 für das McDonald’s All-American Game nominiert. Er spielte dort für den Osten und erzielte 17 Punkte und traf dabei 5 von 9 Dreierversuchen.
Er spielte auch zusammen mit Greg Oden und Mike Conley im SPIECE Indy Heat High School AAU Team. Cook war der Topscorer beim 2004 Big Time Event in Las Vegas. Sein Team holte ungeschlagen den Titel.

## College
Auf der Ohio State University erzielte Cook 10,7 Punkte, 4,5 Rebounds, 1,1 Assists und 0,7 Steals in 20,4 Minuten pro Spiel. Am 20. April meldete er sich zusammen mit Greg Oden und Mike Conley für die NBA Draft 2007 an.

## NBA und Europa
In seiner Rookiesaison erzielte er 8,2 Punkte für die Miami Heat, wurde später (Ende Februar) aber vorerst in die NBA D-League geschickt. Am 8. März kam er bereits wieder und am 10. März erreichte er seine damalige Karrierebestleistung von 23 Punkten. Sein aktueller Punkterekord beträgt 24, den er am 15. Januar 2009 gegen die Milwaukee Bucks erzielte. Dabei traf er seine ersten sechs Versuche – allesamt Dreipunktewürfe. Seinen Spitznamen „Bail Bondsman“ erhielt er durch das Verwandeln von sehr wichtigen und spielentscheidenden Würfen.
Am 15. Februar 2009 gewann er den NBA Three-Point Shootout und bezwang Titelverteidiger Jason Kapono sowie die weiteren Anwärter Mike Bibby und Rashard Lewis.
Ab der Saison 2010/2011 lief er für die Oklahoma City Thunder auf und unterstützte deren Backcourt. Kurz vor Beginn der Saison 2012/2013 wurde Cook von den Thunder zu den Houston Rockets transferiert, wo er im Januar 2013 entlassen wurde. Kurz darauf nahmen ihn die Chicago Bulls unter Vertrag.
Nach dem Vertragsende in Chicago bekam Cook keinen neuen Vertrag mehr in der NBA und er wechselte Ende November 2013 nach Europa. Hier spielte er zunächst beim ukrainischen Meister BK Budiwelnyk in der Hauptstadt Kiew, der auch am höchstrangigen europäischen Vereinswettbewerb EuroLeague 2013/14 teilnahm. In der Euroleague absolvierte Cook jedoch nur vier Spiele, nachdem Euroleague-Neuling Kiew bereits nach der Vorrunde ausschied. In der vom Euromaidan überschatteten Stadt einigte sich Cook wie viele seiner Landsleute und Kollegen im Januar 2014 nach eher durchschnittlichen Leistungen auf eine vorzeitige Vertragsauflösung mit dem Verein.
Gut zwei Wochen später einigte sich Cook mit dem abstiegsbedrohten deutschen Erstligisten Walter Tigers aus Tübingen auf ein Engagement bis zum Ende der Basketball-Bundesliga 2013/14. Für die Tübinger kam Cook in 15 Saisoneinsätzen auf knapp 13 Punkte pro Spiel. Nach dem Klassenerhalt spielte Cook in der folgenden Saison für den französischen Erstliga-Neuling Stade philippin omnisports aus Rouen, der durch Aufstockung der LNB Pro A aufgestiegen war. Rouen erreichte auf dem viertletzten Tabellenplatz den Klassenerhalt. Zur Saison 2015/16 wechselte Cook zum portugiesischen Meister Benfica SL in die dortige Hauptstadt Lissabon. Mit Benfica wird er auch wieder an einem internationalen Vereinswettbewerb teilnehmen und im FIBA Europe Cup 2015/16 antreten.